# RK Maksimir Pastela Zagreb
Rukometni klub Maksimir-Pastela je muški rukometni klub iz Zagreba. Klub se u sezoni 2021./22. natječe u  1. HRL – Sjever.

## O klubu
Klub je osnovan 2002. godine. S natjecanjima je počeo u sezoni 2002./03. u Županijskoj ligi zagrebačkog prstena, te je klub nastupao na vanjskim igralištima ŠRC Svetice. Od sezone 2003./04. klub nastupa u 3. HRL – Zapad 1, odnosno 3. HRL – Središte, koju osvaja u sezoni 2010./11., te se plasira u 2. HRL – Zapad, koju osvaja u sezoni 2015./16., te se plasira u 1. HRL – Sjever u kojoj se natječe i danas. Druga momčad kluba u sezoni 2021./22. natjecala se u 3. HRL – Središte. 

## Uspjesi
2. HRL
- prvak: 2015./16. (Zapad)

## Vanjske poveznice
- rkmaksimir-pastela.hr, službene stranice  Arhivirana inačica izvorne stranice od 22. rujna 2018. (Wayback Machine)
- sportilus.com, Rukometni klub Maksimir Pastela Zagreb
- Rukometni klub Maksimir Pastela, facebook stranica
- furkisport.hr/hrs, Maksimir Pastela, rezultati po sezonama